# Monetização de dados

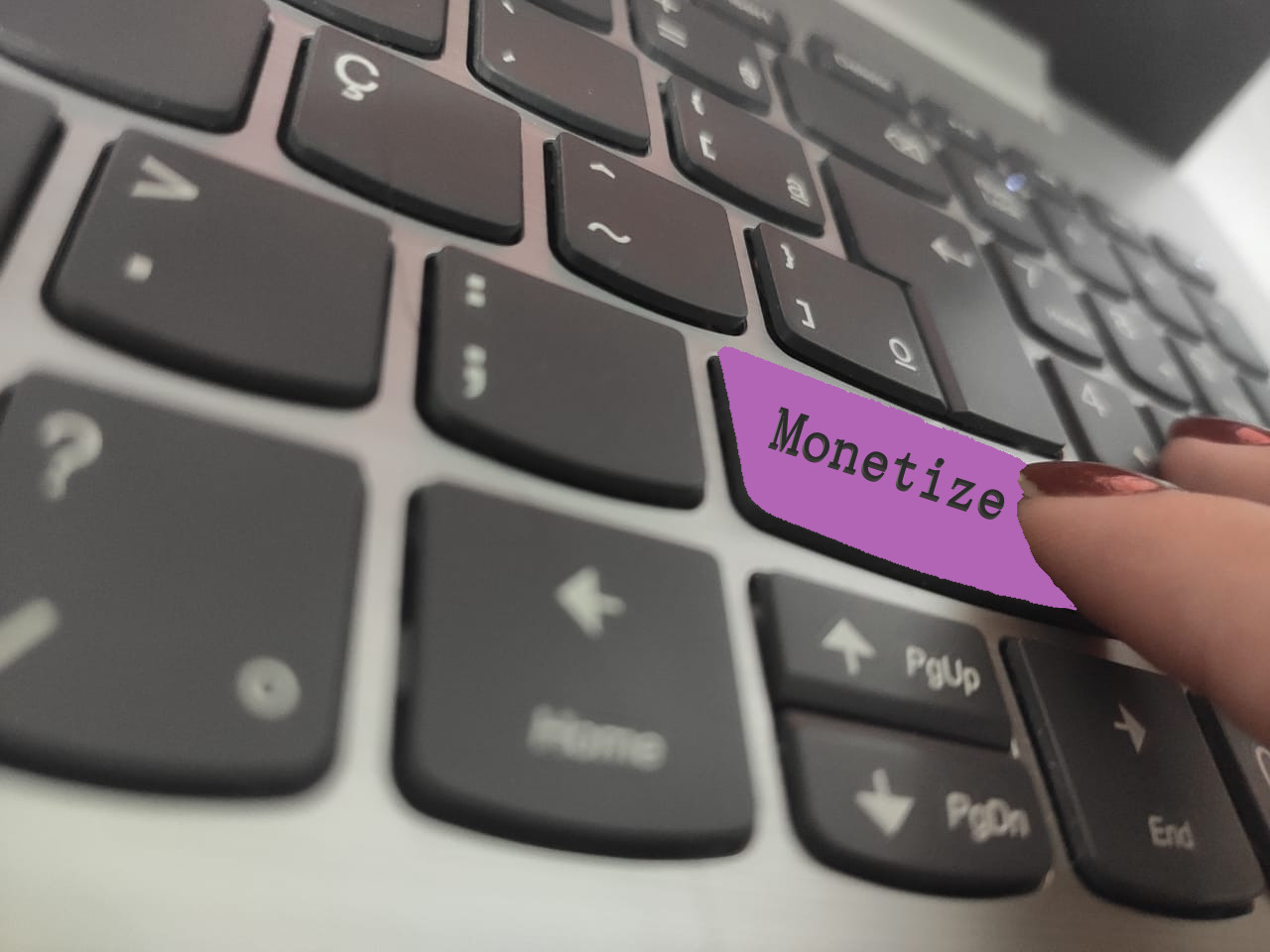
Monetização de dados à base de tecnologia

A Monetização de Dados (Data monetization) refere-se à utilização de dados para obter benefício econômico. As empresas podem extrair valor monetário dos dados de forma direta, vendendo-os ou compartilhando-os com outras empresas, ou indireta, desenvolvendo novos produtos e serviços. Envolve o processo de identificação do valor financeiro de toda informação coletada pela organização. A atividade de monetização de dados tornou-se uma nova fonte de receita dentro de um contexto de crescente competição entre as empresas. Com o objetivo de fazer uso desses dados, é necessário que as informações sejam organizadas, estudadas e em seguida aplicadas ao planejamento estratégico da organização. O valor da informação deriva da forma de gerenciá-la, segundo o objetivo final do que se deseja alcançar  (incremento de vendas, estudos do comportamento do consumidor, otimização de processos, por exemplo). 
Consiste em gerar valor real a partir dos dados na forma de economia de custos, aumento de receita e minimização de riscos. Trata-se de desenvolver uma visão e estratégia que inclua diretrizes sobre como usar tempo, dinheiro e recursos adequadamente. A transformação de dados puros em uma ideia valiosa traz a recuperação do investimento realizado na área de gerenciamento de informações, uma alternativa de fonte de receita, redução de custos, além da compensação monetária.
Toda empresa que opera hoje é uma empresa de dados. A maioria tem acesso a uma série de dados em suas cadeias de suprimentos, operações, parceiros estratégicos, clientes e concorrentes. No entanto, a maioria das empresas está deixando dinheiro na mesa, com apenas uma em doze realizando a monetização de dados em toda a sua extensão. Os dados por si só têm valor, mas os insights derivados dos dados aumentam substancialmente esse valor. Esses insights podem ser usados para direcionar atividades tão variadas quanto segmentação de clientes, previsão de demanda churn, otimização de preços, marketing retenção e gerenciamento de custos; além de obter margens ainda maiores quando vendidos externamente.

## Tipos de Monetização de dados

### Monetização de dados internos
Os dados de uma organização são usados internamente, resultando em benefícios econômicos. Esse é geralmente o caso de organizações que usam análises para descobrir intuições, resultando em maior lucro, economia de custos ou prevenção de riscos. A monetização interna de dados é atualmente a forma mais comum de monetização, exigindo menos segurança, propriedade intelectual e precauções legais quando comparada aos outros tipos. Os ganhos econômicos potenciais desse tipo de monetização de dados são limitados pela estrutura e situação interna da organização. Em suma, ele se concentra em alavancar dados para melhorar as operações, a produtividade e os produtos e serviços de uma empresa, além de permitir diálogos personalizados e contínuos com os clientes.
Internamente, existem duas maneiras principais pelas quais as empresas podem monetizar seus dados:
1. Redução de custos – usando dados para aumentar a produtividade ou reduzir o consumo e o desperdício (seja de matérias-primas ou atividades de baixo valor).
2. Crescimento de receita – usando dados para melhorar o desempenho de vendas ou reduzir o atrito com clientes.[4]

### Monetização de dados externos
Uma pessoa ou organização disponibiliza os dados que eles possuem, mediante pagamento de taxa, a terceiros, ou como corretor para os mesmos. Esse tipo de monetização é menos comum e requer vários métodos para distribuir os dados para potenciais compradores e consumidores. No entanto, o ganho econômico resultante da coleta, empacotamento e distribuição dos dados pode ser bem grande. Em suma, chega a envolver a criação de novos fluxos de receita, disponibilizando dados a clientes e parceiros.

## Preparando-se para a monetização de dados
Aumentando o valor dos dados: Nem todos os dados são valiosos ou vendáveis em sua forma bruta – normalmente, exigem a harmonização com outras fontes para produzir informações valiosas. A maioria das empresas que entram no negócio de monetização de dados identifica parceiros que podem aprimorar os dados criados internamente.
Dimensionamento do mercado: É importante não apenas entender a gama completa de clientes em potencial (internos e externos), mas também todas as maneiras pelas quais eles podem usar e se beneficiar dos dados de uma empresa. Esses casos de uso incluem uma ampla gama de possibilidades, como alavancar dados de uma unidade de negócios para uso por outra parte da empresa para otimizar um sistema mais amplo ou ajudar um cliente externo com a capacidade de tomar decisões melhores usando soluções baseadas em dados, embalados pela empresa.
Maximizando o potencial de valor: quanto valem os dados de uma empresa? – A resposta depende de fatores como a demanda de mercado, prazo de validade dos dados, ofertas competitivas e como os clientes em potencial usarão esses dados. Para alcançar o potencial máximo de valor, as empresas precisam identificar tendências e insights a partir dos dados que não são facilmente replicados ou disponibilizados pelos concorrentes. Automatizar o processo de geração de insights usando análise avançada de dados aumentará o seu valor.

## Segurança dos dados
À medida que as empresas transformam digitalmente produtos, serviços, operações e experiências do cliente, elas estão gerando novos tipos e fontes de dados que, com esforço, podem ser usados para criar produtos, serviços e experiências orientados por dados para clientes externos. A área de TI é essencial para garantir a qualidade, a segurança e a capacidade de entrega dos dados, contudo, os mesmos devem ser utilizados com cautela e atenção; portanto, não basta apenas ter uma boa ideia, é preciso de segurança.
Na indústria de data-business, uma das maiores preocupações dos compradores é a confiança, pois em determinado serviço todos os dados são postos. Logo é necessário que a empresa gere uma boa impressão para o cliente. Ao mesmo tempo, o acesso externo ao serviço de dados e aos sistemas da empresa em geral precisa permanecer seguro.
A Lei Geral de Proteção de Dados (LGPD) no Brasil possui determinadas regras que regulam o manuseio de informações pessoalmente identificáveis, o que torna a monetização de dados um negócio complexo que exige uma vigilância atenta às normas de privacidade e conformidade. Até mesmo dados que parecem inócuos podem se tornar sensíveis quando combinados com outras fontes.
Portanto, fica evidente a necessidade de ter o nome da marca e/ou empresa veiculado a uma boa imagem para que os clientes possam depositar a confiança e seus dados nesta. Também é demasiadamente importante a cautela com o manuseio dos dados, para não ocorrer nenhum vazamento de informações.

## Etapas
1. Identificação das fontes de dados disponíveis - Fazer um balanço do que a empresa possui como dado disponível e o que é necessário para tornar os dados em questão mais valiosos.
2. Organização de dados - Inclui a unificação, atribuição, estruturação, validação e conexão dos dados para que os mesmos sejam convertidos diretamente em informações, serviços acionáveis ou geradores de receita.
3. Realização de análises e pesquisas - Extrair informações preditivas dos dados existentes, seu uso potencial e vantagens com o objetivo de torná-los ainda mais comercializáveis.
4. Definição de preços e termos - Determinar como os compradores vão acessar esses dados, como seus preços funcionarão, além de possíveis condições de contrato. Há a importância de levar em conta questões legais e de privacidade como termos.
5. Finalização do produto - Agrupar os produtos, serviços ou ideias em dados vendáveis. Há a importância de que o produto seja personalizável e dimensional em prol das necessidades individuais de cada comprador.
Em suma, o refinamento de dados permite a segmentação efetiva da clientela e o planejamento da estratégia mais eficiente.

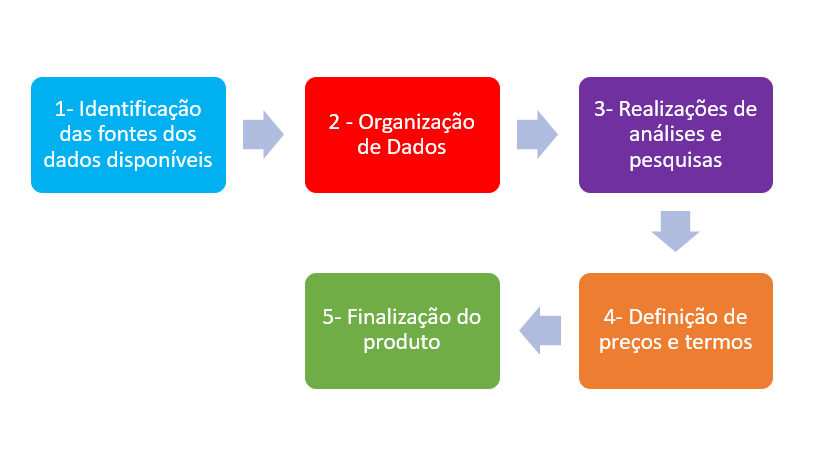

## Benefícios
1. Criação de novas oportunidades para o mercado - Aproveita as informações inexploradas para desenvolver novas fontes de receita.
2. Valorização dos dados - Identificando parceiros que podem aprimorar ou enriquecer dados interno.
3. Ajuda no dimensionamento do mercado - Alavancando dados de uma unidade de negócios para serem usados por outra parte da empresa para otimizar um sistema mais amplo.
4. Criação de vantagem competitiva - Estudo dos hábitos de clientes visando a personalização dos produtos e serviços oferecidos.
5. Aumento da produtividade - Redução de custos.
6. Aumento da geração de receita  - Melhora no desempenho das vendas por meio da segmentação.[7]

## Formas de Monetização de dados
As empresas estão monetizando dados para otimizar suas operações, reduzindo os custos operacionais e aumentando a produtividade. À medida que essas empresas trabalham para atender as crescentes demandas globais de energia, os desafios externos geralmente surgem de seu ambiente operacional. Aumento dos custos de produção desafiam seus resultados e os preços flutuantes desafiam as linhas de cima. Essas margens fortemente espremidas aumentam a dependência das empresas no poder dos dados e da análise. Usando dados, os operadores podem tomar decisões melhores de maneira proativa, máquinas e equipamentos podem ser monitorados digitalmente e a análise pode prever e diagnosticar problemas iniciais.
As formas de monetização de negócios estão em constante evolução, e a lógica é simples: um produto ou serviço precisa gerar mais lucro que o montante gasto em sua produção e comercialização, incluindo o investimento feito em marketing para ser rentável. Para atingir tal objetivo, é importante fidelizar os clientes ao máximo; o que, acaba saindo mais barato que a aquisição de novos usuários.
O detalhe é que, quando o assunto é monetização, não existe uma regra para o sucesso. Um negócio normalmente explora mais de uma técnica para conseguir maximizar sua renda. Portanto, abaixo serão citadas algumas formas, contudo não todas, pois são diversas e estão sempre surgindo novas.

1. Programas de afiliados
Os programas de afiliados são sistemas em que o negócio é remunerado pela comissão das vendas realizadas para outras empresas. Como exemplo, podemos citar blogs que colocam links de produtos de lojas online à venda. Nesse caso, se eventualmente um cliente clicar na propaganda, o autor do blog recebe uma pequena comissão do valor total da compra.
Saiba: existem inúmeros programas de afiliados, sendo que boa parte das lojas virtuais desenvolvem o seu. Vale a pena pesquisar as regras e os termos de cada possibilidade para, com essas informações, optar pelos que considerar melhores.

2. Venda de produtos digitais
Dependendo do modelo de negócio, sua principal renda pode vir de produtos digitais. Esse é um sistema muito adotado em empresas que vendem conhecimento; como cursos online ou pacotes de e-books. Mas há também outros tipos de produtos digitais que podem ser comercializados, como vídeos, músicas e jogos.
Uma das principais vantagens da venda dos infoprodutos está no fato deles serem altamente escaláveis, já que não exigem um investimento tão alto quanto no caso da venda de produtos físicos.

3. Pagamento antecipado
O pagamento antecipado (up front payment) é literalmente um pagamento antecipado por um serviço, podendo ser a forma de monetização certa para alguns tipos de negócio; especialmente aqueles em que soluções são desenvolvidas sob medida para os clientes.
Com o up front payment, a empresa recebe os valores do que será executado de forma antecipada, já podendo usar esses montantes para a própria execução do serviço. Enquanto isso, o cliente pode ser protegido por um contrato eletrônico assinado digitalmente, de forma prática, simples e segura.

4. Sistema de Market Place
Esse é um tipo de modelo para negócios que age como intermediário entre o fornecimento dos serviços de um prestador independente para um cliente, normalmente gerenciando uma plataforma online que facilita as relações entre as partes.
Entre os diversos exemplos de empresas que já operam nesse sistema, pode-se destacar como o exemplo: o Uber e o Airbnb. O sistema de Market Place é monetizado por meio de comissões embutidas nos valores apresentados ao cliente final.

5. Modelos freemium 
Freemium é o nome dado a todos os modelos de negócio em que o produto é oferecido gratuitamente, mas com restrições que podem ser superadas mediante algum tipo de pagamento. Em alguns casos, o freemium consegue renda por meio de assinaturas pagas mensalmente, permitindo acesso completo e ilimitado ao serviço ou produto; é o caso, por exemplo, do Spotify e do YouTube. Outra possibilidade é remover as limitações com microtransações, permitindo que o cliente pague aos poucos pelo acesso total.
A fidelização é extremamente importante em modelos freemium. Quanto mais tempo o usuário permanece usando o serviço, maiores se tornam as chances de que ele gaste mais por lá, e assim, o convencendo a melhorar ainda mais a sua experiência, se tornando um cliente premium. É decisivo, portanto, estabelecer um bom relacionamento com os consumidores para prolongar sua experiência.

6. Pagamento por uso
Esse tipo de monetização não é exatamente novo, mas está se modernizando e mudando muito, portanto é valido citá-lo. O “pagar por uso” é o clássico sistema em que os usuários de um produto ou serviço pagam apenas pelo que usam.
O exemplo mais marcante aqui é a rede de canais de “pagar para ver” (Pay-per-view) para eventos esportivos, em que um assinante de TV a cabo paga determinado valor para adquirir o direito de assistir a um único jogo de futebol. Outro exemplo é a SKY, mesmo essa já sendo um serviço pago, ainda tem a disponibilidade de ver filmes que saíram a pouco tempo dos cinemas por um determinado valor por filme.

7. Venda de informações de usuários
Alguns tipos de produto não cobram nenhum pagamento dos usuários, mas ainda conseguem monetizar sua operação. Estamos falando da venda de informações para outras empresas. Esses dados podem ser úteis das mais diversas formas, seja para o marketing ou para a concepção de produtos, por exemplo, portanto são muito valiosos.
É importante que, se for optar por esse modelo, a empresa deixe claro em sua política de privacidade quais dados serão comercializados e por que razão. Os clientes devem estar sempre cientes disso não só para evitar problemas com a justiça, mas também porque seria antiético agir de outra maneira. Uma ótima dica para evitar problemas futuros é registrar o acordo em um contrato eletrônico, também denominados de termos de uso, onde o usuário precisa concordar antes de utilizar o aplicativo.

8. Uso de soft e hard currency 
Esse modelo é muito comum no universo dos games, em que o usuário pode adquirir moedas virtuais dentro do aplicativo para, com elas, pagar por produtos e serviços extras. Soft currency se refere a moedas virtuais que podem ser obtidas com ações dentro do jogo ou aplicativo. Já hard currency corresponde a moedas que só podem ser obtidas no câmbio, com dinheiro real.
Apesar de ter sido concebido pensando no mundo dos games, esse modelo pode facilmente ser adaptado para ajudar a monetização de outros aplicativos e negócios.

9. Software como serviço
O modelo comercial mais tradicional no segmento de software sempre foi a venda de licenças. Usuários e empresas interessadas no produto pagavam um valor fixo por ele e podiam usá-lo para sempre. Mas esse paradigma nunca foi muito bom nem para o usuário nem para os criadores dos softwares.
Uma alternativa para isso é o modelo de software como serviço (Software as a Service (SaaS)). Nesse caso, em vez de pagar pela licença, o usuário trata o software como uma assinatura, pagando um valor para usá-lo durante determinado período. Nesse meio tempo, recebe todas as atualizações disponíveis e normalmente dispõe da estrutura de servidores do desenvolvedor. Um exemplo de software no modelo SaaS é o Office 365, assinado em um sistema de pagamentos anuais.

Observação: Estas são apenas algumas formas de monetizar sua empresa, todavia apesar de serem bons guias para uma pessoa, nada a impede de criar suas formas de monetização, tendo em vista que não são regras para o sucesso, e sim dicas e ideias.

## Opções das plataformas de dados
Ativar análises, insights e resultados: A arquitetura da plataforma deve fornecer análises interativas de autoatendimento, interfaces de usuário interativas e visualização de dados.
Adote um modelo operacional: Não existe uma estrutura organizacional de tamanho único para orientar uma estratégia de monetização de dados. As empresas mais bem sucedidas adaptam a estrutura para cada fase da jornada. Independentemente do modelo de negócio adotado por uma empresa, todos os modelos operacionais devem atender a toda a gama de requisitos operacionais de monetização de dados, incluindo tecnologia, infraestrutura, análise e plataformas, além de supervisão do gerenciamento, estrutura organizacional, principais indicadores de desempenho e, é claro, lucro.
Prepare-se para governança e conformidade: A operacionalização de uma estratégia de monetização de dados requer um modelo de governança robusto que considere normas, diretrizes e políticas de conformidade apropriadas entre as equipes. As empresas precisam estar particularmente atentas aos requisitos de conformidade externos, impulsionados por reguladores do governo ou parceiros externos que contribuem para o modelo de negócios de monetização de dados. Em ambos os casos, os conselhos jurídicos e técnicos precisam moldar a política e garantir a conformidade.
Demonstrar segurança cibernética e privacidade: Embora os líderes apontem a segurança cibernética como uma de suas maiores preocupações, muitas vezes é uma reflexão tardia quando se trata do design da solução. À medida que as empresas mudam seus modelos de negócios e montam fábricas de dados, a segurança cibernética deve se tornar uma de suas principais competências, e elas precisam ser capazes de demonstrar que os dados sensíveis estão sendo adequadamente protegidos. Se as operações de monetização de dados envolverem o enriquecimento, a transformação e a venda de dados contribuídos por uma parte externa, as empresas também precisarão cumprir os requisitos de seus fornecedores de dados externos.

## Espectro do modelo de negócios
Os modelos de monetização de dados variam de acordo com o nível de impacto sobre o valor dos mesmos para os clientes, sofisticação da análise e potencial de receita.
- Dados como um serviço - Também conhecido como organização de dados, este é o mais simples dos três modelos de negócios. Os dados anônimos e agregados são vendidos para empresas intermediárias ou clientes finais que exploram os dados para gerar informações. Como exemplo, as empresas de telecomunicações fornecem dados agregados e anônimos de geolocalização de clientes aos governos locais, permitindo que os planejadores urbanos projetem sistemas de gerenciamento de tráfego mais eficazes para melhor estabelecer soluções tecnológicas de cidades inteligentes. Os clientes também podem ser os integrantes dessa cadeia de valor de uma empresa: a varejista de supermercados Kroger captura os dados de compras gerados por seu cartão de recompensas e os vende para empresas de bens de consumo por uma compreensão mais profunda dos hábitos de compra de seus clientes, gostos e preferências.

- Insight como um serviço - As empresas podem combinar fontes de dados internas e externas, aplicando análises avançadas para fornecer insights acionáveis. A AkzoNobel criou um modelo de apoio à decisão para os operadores de navios, permitindo economia de combustível e CO2. Eles disponibilizam aos operadores um aplicativo iOS móvel habilitado para análise avançada que fornece previsão de desempenho contínuo das tecnologias de revestimento. Essa abordagem capacita os operadores de embarcações, permitindo a análise de benefícios financeiros e de desempenho das opções de revestimento, otimizando assim importantes decisões de investimento.

- Plataforma como serviço habilitado para análise - Esse é o mais complexo dos três modelos de negócios e o mais rentável. As empresas usam algoritmos sofisticados para gerar dados em tempo real enriquecidos, altamente transformados e personalizados, entregues aos clientes por meio de plataformas de autoatendimento baseadas em nuvem. O modelo permite o acesso a novos mercados, às vezes construindo um negócio totalmente novo. Um exemplo, a plataforma Predix da GE, fornece valor adicional aos clientes por meio de serviços baseados em dados que aumentam a eficiência de suas máquinas. A GE fornece sistemas de gerenciamento de energia (EMS) integrados e com tecnologia habilitada para iluminação e energia a clientes comerciais, industriais e municipais, como San Diego, Califórnia e Jacksonville, Flórida. Eles combinam os recursos dos LEDs com baixo consumo de energia da GE, sensores de ponta, software baseado em nuvem e modelos analíticos avançados. Por meio do Predix, a GE disponibiliza análises preditivas e prescritivas a seus clientes sobre uso, manutenção e outros resultados de energia, permitindo decisões de redução de custos, simplificando os processos de energia, resultando em automação e eficiência operacional.[9]

## Modelos de negócios
Modelos de negócios orientados a dados (Data-driven business models) - Estratégia de uso de dados para descobrir novos tipos, oportunidades de negócios e segmentos de clientes. Criar modelos de negócios orientados a dados ajuda a desenvolver novos serviços e produtos ou pelo menos aprimorar os já existentes com o intuito de diversificar os fluxos de receita.
A elaboração de uma abordagem orientada a dados em toda a organização é importante para a transformação digital de uma empresa. Os dados fluem consistentemente para a organização de todas as direções. É essencial gerenciar as múltiplas fontes de dados e identificar quais áreas trarão mais benefícios. As empresas com as melhores estratégias para alavancar dados costumam ter uma vantagem significativa.
Um exemplo é o serviço de aprimoramento do OEE da Bosch Rexroth que foi desenvolvido para um domínio de fabricação específico. A partir dos dados de fabricação, há o oferecimento de serviços personalizados de monitoramento de condições para sistemas hidráulicos.

## Exemplos
- Gigantes da tecnologia, como a Google e a Amazon são conhecidas como plataformas que facilitam a experiência de compra para seus clientes no mundo todo. A criação de novos recursos baseados em dados, como análises, sugestões e conteúdo personalizado, faz com que mais clientes voltem à plataforma.

- Análise de localização, no caso do Uber ou UberEats, graças ao GPS. Esses dados podem ser vendidos para outras empresas que utilizam os mesmos para fornecer vouchers, promoções ou descontos diferentes que incentivam os consumidores a gastar dinheiro com seus produtos.[13]

- Empacotamento de dados (com análise) a ser revendido aos clientes para itens como participação na carteira, participação no mercado e benchmarking.

- Integração de dados em novos produtos como um diferencial de valor agregado.

- Ofertas baseadas em geolocalização e descontos por localização, como as oferecidas pelo Facebook e Groupon.[14]

## Configurando uma "fábrica de dados"
Para maximizar o potencial de monetização interna e externa, as empresas devem criar uma “fábrica de dados” que automatize o processo de coleta, enriquecimento, transformação e obtenção de insights a partir de dados. É um empreendimento complexo que exige um conjunto de princípios de design que abordam o pensamento de design, a inicialização enxuta e as metodologias ágeis para o sucesso.

### Crie uma plataforma de dados
A arquitetura e o conjunto de tecnologias que suportam um modelo de negócios de monetização de dados normalmente envolvem uma estratégia robusta de dados corporativos e uma “plataforma de dados” com uma interface intuitiva para permitir análise, síntese, modelagem e interação com os dados em um nível mais alto e visual. O objetivo é criar uma “fonte única de verdade” por meio de armazenamento, harmonização e processamento de dados. Isso permite que os dados sejam usados por partes internas e externas. Construir a plataforma de dados correta pode exigir o compartilhamento de dados em larga escala e multi partes e a computação escalonável, normalmente ativada por opções de nuvem pública ou privada.
Existem três componentes principais para complementar e até mesmo transformar um modelo de negócios com um data factory:
- Identificar possíveis oportunidades de monetização interna e externa.
- Avalie seus dados, identifique quaisquer oportunidades ocultas para enriquecê-los e aumente o valor do insight.
- Desenvolver uma estratégia de monetização forte e avaliar oportunidades de negócios, dependências e lacunas de capacidade.

As empresas podem aumentar seus “ganhos por byte” reimaginando um futuro em que não apenas maximizam a criação de valor internamente, mas também criam um mercado para seus dados e insights altamente valiosos. Essa abordagem significará que eles não apenas estão mudando o campo de jogo, mas reinventando o jogo e assegurando o domínio do mercado desde o início.

## Monetização de dados e a Privacidade
O cenário mensurado parece sugerir, de fato, que os dados possuem um intrínseco e atraente aspecto econômico. Seriam, para alguns, “o novo petróleo”. No entanto, tem se observado pouca ou quase nenhuma preocupação com as consequências de suas atividades exploratórias. A exploração dos dados pessoais, com fins monetários, de uma maneira desmedida, sem limites e regulações, pondo a necessidade por lucro acima dos interesses da coletividade e de direitos fundamentais pode igualmente ter consequências nefastas, com relação à privacidade dos usuários da internet. Exemplo disso, foram o uso dos dados pessoais coletados com fins de espionagem, controle e vigilância.
Este direito fundamental pode, portanto, ser violado diretamente, através do acesso não autorizado aos dados pessoais, como indiretamente, por meio da conjugação de diferentes tipos e quantidades de dados, portanto, o seu vazamento, seu destrato, mau uso ou uso negligente pode ter efeitos irreversíveis. A prática de vigilância sobre os dados pessoais de cidadãos, captados por governos em nações, por exemplo, que vivem guerras civis e perseguições violentas à dissidentes e oposicionistas, ensejaria movimentos de repressão terrivelmente eficazes e sanguinários. A coleta de dados diversos através de data mining poderia tornar o acesso à saúde um direito muito mais caro e distante da realidade das pessoas, caso seus dados pessoais, conformando imagens da sua vida e da sua saúde, criem figuras de sua disposição física e mental que padeçam de tarifas mais caras em planos de saúde. Dados coletados com uma finalidade, mas utilizados de outra maneira, podem ter uma enorme influência na vida, na consciência e nas decisões das pessoas, ainda que elas não tenham completa noção disto, exemplos são os escândalos envolvendo o Facebook e a Cambridge Analytica, acusados de terem sido mesmo responsáveis na mudança de curso de fluxos democráticos e cenários geopolíticos mundiais pela influência no Brexit e na eleição de Donald Trump nos EUA. Assim, sob a ameaça deste cenário de potencial violação da privacidade, faz se necessário o lançamento das bases para a de regulação das práticas de monetização de dados pessoais

## Legislação na Indústria de dados
Argumenta-se pela necessidade de regulação das atividades de monetização dos dados pessoais, a fim de se proteger a privacidade e as liberdades nela inclusas. A partir do que se observa acerca da sociedade em rede, a governança e a regulação de uma rede de fluxos supranacionais apresenta uma série de desafios, a começar pelo próprio papel do Estado. Discute-se se a solução está em uma governança supranacional, baseada na cooperação ou na não regulação estatal, deixando a cargo dos próprios atores participantes da monetização de dados de adotar parâmetros mínimos de proteção destes dados e da privacidade, ou ainda, há quem defenda deixar a responsabilidade na mão das próprias pessoas, de forma que estas encontrem maneiras de se proteger neste cenário.

### Legislação Brasileira sobre o uso de dados
Na ordem econômica estipulada pela constituinte de 1987, certos nortes e princípios foram privilegiados, orientando a direção do Estado em relação às dinâmicas econômicas. Assim, a Constituição de 1988 adotou uma economia de mercado, de natureza capitalista, tendo o Estado participação reduzida no âmbito econômico. No protagonismo que lhe coube, a opção política escolhida foi a de um Estado regulador, com atuação a setores específicos da economia, considerados de sensível importância para, por exemplo, a soberania nacional. Em tal paradigma, o Estado, ao mesmo tempo em que primou pela livre atuação, livre concorrência e livre iniciativa econômica dos particulares, também delegou a prestação de determinados serviços públicos à iniciativa privada, reduzindo-se ao papel de agente normativo e regulador, exercendo funções de fiscalização, incentivo e planejamento, o Brasil consagrou uma abordagem regulatória, criando entidades reguladoras com capacidade para editar normas, fiscalizar e repreender possíveis violações. Assim, em um cenário de livre iniciativa e Estado regulador, marcado ainda por constante evolução tecnológica e forte influência da sociedade em rede, é que foi o Marco Civil da Internet editado, com vistas a acompanhar este desenvolvimento.
Esta lei previu, como fundamentos para o uso da internet no País a livre iniciativa, a livre concorrência e a defesa do consumidor, bem como a liberdade dos modelos de negócio promovidos na rede desde que não conflitantes com os demais princípios do ordenamento jurídico. Na internet, devem respeito à proteção dos dados pessoais, que estão previstos como direito, mas não garantidos e regulamentados por lei.

### Regulação e Monetização de dados
Existe um arcabouço legal conferindo um mínimo de proteção aos usuários da rede. O Código de Defesa do Consumidor foi pioneiro neste sentido, e o Marco Civil da Internet estabeleceu princípios e diretrizes que, minimamente, abalizam as atividades que utilizam os dados pessoais como insumos. Entretanto,como se pôde observar, inexiste ente central fiscalizador destas atividades, estando os atores econômicos que dos dados se valem, atualmente, agindo com certa esfera de independência e autonomia. As operadoras reguladas pela Anatel, por exemplo, devem obediência a esta entidade, mas os provedores de aplicações de internet, de outra banda, devem em tese obediência aos mandamentos do MCI e do CDC, sem haver, contudo, agente fiscalizador e de enforcement destas normas. Neste cenário, o usuário encontra-se por vezes em situações de vulnerabilidade, notavelmente pelo caráter altamente técnico dos processos que envolvem o tratamento dos dados pessoais.
Além de ser obrigado a anuir com contratos de adesão sem qualquer oportunidade de negociação ou barganha acerca de seus termos, o usuário das aplicações online não têm a capacidade de fiscalizar o que os serviços fazem com seus dados, que fim dão a eles, se estão guardados satisfatoriamente, se os dados são comercializados com outras empresas, se são cedidos a entes governamentais, etc. Os termos e políticas de privacidade, não raro, são vagos nas suas disposições, sem destacar, como determina o Marco Civil da Internet, os trechos em que explicam quais dados serão coletados e para que fim servirão. Os riscos inerentes à monetização desta nova matéria-prima, de forma invasiva, pode afetar a privacidade e seus valores conexos. A possibilidade de manipulação dos discursos, da narrativa política, das ideologias que serão ou não propagadas, de quanta publicidade se dará a determinado fato político, tudo isto, é factível e, portanto, um risco, um risco que tem a possibilidade de afetar o próprio tecido dos fluxos democráticos. Para monetizar os dados pessoais deve-se ter ciência de que essa atividade ostenta deveres, responsabilidades e riscos. É uma regulação que deve ser, portanto, severa, visando salvaguardar os direitos dos usuários, e que se demonstra adequada, ainda, para abordar a situação da privacidade como valor social .
Logo, parte-se da premissa de que é preciso uma Autoridade Nacional de Proteção de Dados, com poderes e capacidades técnicas suficientes para produzir estas ousadas sugestões, sendo autarquia especial integrante da administração pública federal, é necessário levar o Estado para dentro da tecnologia, buscando proteger os direitos fundamentais no âmbito da sociedade em rede, levando os direitos, deveres, prerrogativas e garantias dele subentendidas para o ciberespaço.